# Саша Нахт
Саша Еманоел Нахт (първите две имена на френски, фамилията на немски: Sacha Emanoel Nacht) е френски лекар, невропсихиатър и психоаналитик.

## Биография
Роден е на 23 септември 1901 година в Ракачини, Румъния, в семейството на Самуел и Сесилия Нахт. След гимназия записва медицина, но една година след това през 1920 г., семейството му емигрира във Франция поради ограниченията за евреи в страната по това време. Той завършва обучението си по неврология с дисертация на тема „Contributionà l'étude de l'anatomie pathologique des myélites syphilitiques en général et de leurs formes progressives en particulier“ (Принос към изследването на патологичната анатомия на syphilitic myelitis общо и неговите специфично прогресивни форми). По-късно се заинтересува от психоанализа и е анализиран близо три години от Рудолф Льовенщайн. След това отива във Виена, където Фройд го приема с препоръката на Мари Бонапарт. Тъй като Нахт не разбира немски език Фройд го изпраща при Хартман, за да продължи анализата си.
Умира на 25 август 1977 година в Париж на 75-годишна възраст.